# Belsazars gästabud
Belshazzar's Feast (Belsazars gästabud), JS 48, è musica di scena di Jean Sibelius basata su una commedia omonima del giornalista, poeta e drammaturgo Hjalmar Fredrik Eugen Procopé (1868-1927).

## Storia
Sibelius compose nel 1906 otto movimenti, annotati per orchestra, che in alcuni numeri richiedevano anche alcuni cantanti. La prima rappresentazione dell'opera teatrale e delle sue musiche di scena fu allo Swedish Theatre di Helsinki il 7 novembre 1906, diretta dal compositore. Ci furono 21 spettacoli fino al gennaio 1907.
Nel 1907 Sibelius ricavò una suite puramente orchestrale in quattro movimenti, che è molto più nota della partitura originale. La suite ha il numero d'opera 51. Ebbe la sua première a Helsinki il 25 settembre 1907, nello stesso concerto della prima della Terza Sinfonia; l'Orchestra della Filarmonica di Helsinki venne nuovamente diretta dal compositore. Nel 1907 fece anche un arrangiamento per pianoforte della suite.
The Jewish Girl's Song (Den judiska flickans sång), numero 2b della partitura originale, esisteva in diverse versioni. Era stato originariamente scritto per flauto e orchestra. Nel 1907 divenne il secondo movimento, Solitude, della suite orchestrale. Nello stesso anno Sibelius lo arrangiò come una canzone per voce e pianoforte. Nel 1939 lo arrangiò per voce e orchestra per il contralto americano Marian Anderson, con il titolo "Solitude".
La suite ha avuto diverse registrazioni, dirette da Sir Thomas Beecham, Gennady Rozhdestvensky, Neeme Järvi, Pietari Inkinen ed altri.
La partitura originale completa è stata registrata in prima mondiale dalla Lahti Symphony Orchestra, Lilli Paasikivi (mezzosoprano), Petri Lehto (tenore), Sauli Tiilikainen (baritono), Lahti Chamber Choir, diretto da Osmo Vänskä, nell'ambito dell'Edizione Completa di Sibelius della BIS Records.

## Struttura

### Musiche di scena
1. Alla marcia (Atto I)
2a. Nocturne (un preludio all'Atto II)
2b. The Jewish Girl’s Song (Atto II)
3. Allegretto (Atto III)
4. Dance of Life (Atto III)
5. Dance of Death (Atto III)
6. (Parte del n. 4)
7. Tempo sostenuto (Atto IV)
8. Allegro (Atto IV)
9. (Ripetizione del n. 4)
10. (Ripetizione del n. 5)

### Suite
The suite was scored for two flutes (2nd doubling piccolo), 1 oboe, 2 clarinets, 2 horns, percussion (bass drum, cymbals, tambourine, triangle) and strings.
1. Oriental March (originally Alla marcia)
2. Solitude (originally The Jewish Girl's Song)
3. Nocturne (originally Prelude: Notturno)
4. Khadra's Dance (originally Dance of Life and Dance of Death).[5]